# Торговый обычай
Торговый обычай (от англ. trade custom) — правило, сложившееся в сфере торговли на основе постоянного и единообразного повторения фактических отношений.
Торговый обычай имеет большое значение в сфере международной торговли и торгового мореплавания. Роль торгового обычая возрастает в регламентации тех сфер внешнеэкономического сотрудничества, которые не регулируются законами. Торговый обычай играет решающую роль при разрешении споров между сторонами в арбитраже.
Торговый обычай должен отвечать требованиям: иметь характер общего правила, быть известным в соответствующей области торговли, определенным по своему содержанию и разумным. Условием применения торгового обычая является знание его сторонами, совершающими сделку.
Торговые обычаи определяют содержание некоторых условий контрактов (при наличии в контрактах неясностей и неточностей).
К торговым обычаям относятся торговые или деловые обыкновения.
В соответствии с законодательством многих стран, в частности, России, обычаи, противоречащие обязательным для участников соответствующего отношения положениям законодательства или договору, не применяются.